# Pałac w Grębocicach
Pałac w Grębocicach – wybudowany na początku XVII w. w Grębocicach.

## Położenie
Pałac położony jest w województwie dolnośląskim, w powiecie polkowickim, w gminie Grębocice.

## Historia
Obiekt w ruinie jest częścią zespołu pałacowego, w skład którego wchodzą jeszcze: park z połowy XIX w., spichrz z połowy XVIII w.; oficyna.

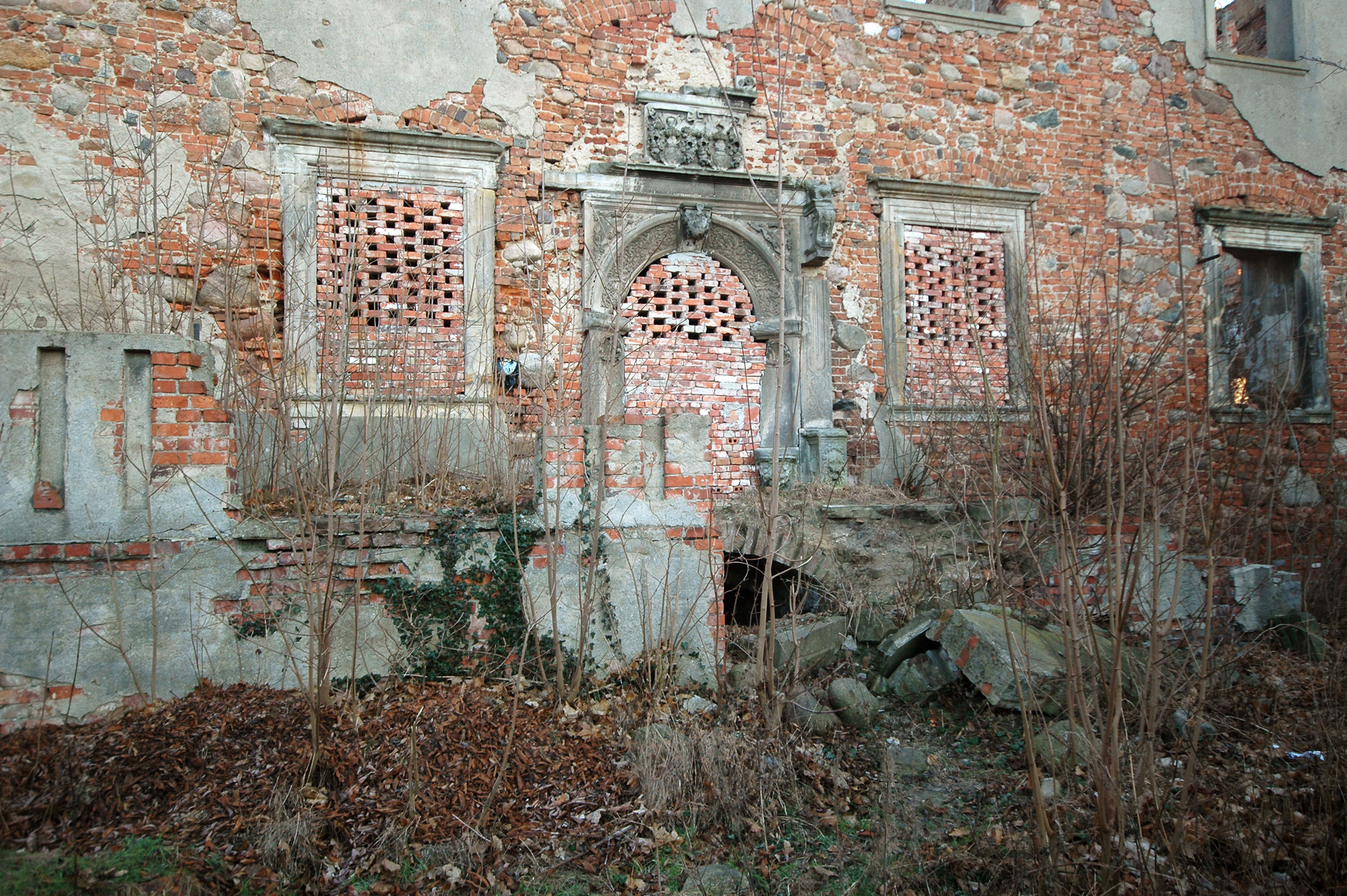
Fasada pałacu